# 佩德爾納萊斯市

佩德爾納萊斯市（西班牙語：Municipio Pedernales），是委內瑞拉的一個市，位於該國東部阿馬庫羅三角洲州，首府設於佩德納萊斯，面積3,537平方公里，2007年人6,535，人口密度為每平方公里1.8人。